# Wilhelm Ahrens (Geologe)
Wilhelm Ahrens (* 21. Februar 1894 in Hamburg; † 18. August 1968 bei Hachenburg) war ein deutscher Geologe. Er war wesentlich am Aufbau des Geologischen Landesamtes Nordrhein-Westfalen  beteiligt und dessen erster Direktor.

## Leben
Ahrens besuchte die Gelehrtenschule des Johanneums mit dem Abitur 1912 und studierte danach Naturwissenschaften in Jena, wo er Mitglied der Burschenschaft Cheruscia Jena im ADB wurde, und Freiburg im Breisgau (1914), bevor er 1914 bis 1918 als Soldat bei der Artillerie und Militärgeologe im Ersten Weltkrieg diente. Ab 1918 setzte er sein Studium in Hamburg und Jena fort und wurde 1921 in Jena promoviert (Beiträge zur Geologie des Nordwestrandes des Müncheberger Gneises zwischen Köditz und Marlesreuth). 1922 trat er in die Preussische Geologische Landesanstalt (PGLA) ein, wo er im Rheinland kartierte und 1925 eine feste Anstellung als außerplanmäßiger Geologe erhielt. 1930 wurde er Bezirksgeologe, 1936 erhielt er den Professorentitel und 1942 wurde er Regierungsgeologe. Nach dem Zweiten Weltkrieg war er zunächst ab 1945 Direktor der Geologischen Landesanstalt in Ostberlin und ab 1948 Leiter der Zweigstelle Rheinland und Westfalen des Amtes für Bodenforschung in Düsseldorf und Bochum. 1956 wurde er leitender Direktor am neu gegründeten Geologischen Landesamt Nordrhein-Westfalen in Krefeld. 1959 ging er in Pension. Er starb 1968 bei einem Unfall während einer geologischen Untersuchung in Hachenburg.
Ahrens befasste sich besonders mit der Vulkaneifel (Laacher See), dem Westerwald und den Rheinterrassen sowie den Eisenerzlagerstätten im Siegerland.
Er war zweiter Vorsitzender des Naturhistorischen Vereins der Rheinlande und Westfalens.

## Schriften
- Die Vulkane der Eifel, Der Naturforscher, Band 2, 1925, S. 169–172.
- Das Alter des großen mittelrheinischen Bimssteinausbruchs und sein Verhältnis zu den jüngsten Rheinterrassen, Geol. Rundschau, Band 18, 1927, S. 45–59
- Die devonischen Eruptivgesteine des östlichen Sauerlandes. I. Die Diabase des höheren Mittel- und Oberdevons, Jb. PGLA, Band 49, 1928, S. 947–994
- Die Entstehung des Laacher Sees und die Ausbruchstelle der weißen Bimssteine des Neuwieder Beckens, Jb. PGLA, Band 49, 1928, S. 339–369
- Das Tertiär im nördlichen Laacher-See-Gebiet. Mit einem paläobotanischen Beitrag von Herrn W. Gothan in Berlin. In: Jahrbuch der Preußischen Geologischen Landesanstalt, 50, 1929, S. 322–370.
- Die Tuffe des Nördlinger Rieses und ihre Bedeutung für das Gesamtproblem, Z. Dt. Geol. Ges., Band 81, 1929, S. 94–99.
- Die Trennung der „Niederterrasse“ am Mittel- und Niederrhein in einen diluvialen und einen alluvialen Teil auf Grund der Geröllführung,  Z. Dt. Geol. Ges., Band 82, 1930, S. 129–141.
- Geologisches Wanderbuch durch das Vulkangebiet des Laacher Sees in der Eifel, Enke Verlag 1930
- Neuwieder Becken und Vulkanwelt des Laacher Sees (Exkursionsbericht), Z. Dt. Geol. Ges., Band 82, 1930, S. 661–665.
- Ergebnisse erdmagnetischer Untersuchungen im Vulkangebiet des Laacher Sees in der Eifel, Z. Dt. Geol. Ges., Band 83, 1931, S. 667.
- Die Basaltvulkane des südöstlichen Laacher See-Gebietes und ihre Lavaströme. – Jb. PGLA, Band 53, 1932, S. 851–878
- Die Weißjurablöcke vom Laacher See – immer noch Reste römischer Bausteine, Z. Dt. Geol. Ges., Band 84, 1932, S. 123–125.
- mit Kurd von Bülow: Das Alter des Laacher Bimssteinausbruches,  Z. Dt. Geol. Ges., Band 86, 1934, S. 92–99, Nachtrag S. 190
- Die Ton- und Quarzitlagerstätten des Westerwaldes, Z. Dt. geol. Ges., Band 88, 1936, S. 438–447
- Lehrausflug in die Vulkaneifel (Exkursionsbericht), Z. Dt. Geol. Ges., Band 89, 1937, S. 602.
- Geologische Untersuchungen über die Basalte des Westerwaldes, Z. Dt. Geol. Ges., Band 90, 1938, S. 55, 381–383.
- Die Lagerstätten nutzbarer Steine und Erden im Westerwald, Z. Dt. Geol. Ges., Band 112, 1960, S. 238–252
- mit G. Stadler, H. Werner: Beitrag zur Genese der Westerwälder Tertiärquarzite,  Z. Dt. Geol. Ges., Band 112, 1960, S. 253–258.
- Einführung in die Geologie der Tonlagerstätten des Westerwaldes und angrenzender Gebiete, Ber. dt. keram. Ges., Band 41, 1964, S. 236–239.
- Geologische Übersichtskarte 1: 200.000 der Eifel und ihrer Umrahmung, mit Erläuterungen, Bonn: Stollfuss 1962.
- Geologisch-agronomische Karte 1:25.000 der Umgebung von Andernach, 1926